# Screen (chanson)
Singles de Natsumi Abe
16 Sai no Koi Nante
(2008) Ame Agari no Niji no Yōni
(2010)
 Screen  (スクリーン) est le onzième single de Natsumi Abe, sorti le 3 décembre 2008 au Japon sous le label hachama, à nouveau écrit et produit par Tsunku comme les premiers disques de la chanteuse. Elle n'avait pas sorti de disque en solo depuis plus d'un an, mais en avait sorti un en duo en début d'année : 16 Sai no Koi Nante. Il atteint la 29e place du classement de l'Oricon, et reste classé pendant trois semaines ; c'est son premier single à ne pas se classer dans le top 15, et c'est alors sa plus faible vente. Il sort aussi au format "Single V" (DVD) contenant le clip vidéo deux semaines plus tard, le 17 décembre 2008.
C'est le dernier single de la chanteuse à sortir alors qu'elle est encore membre du Hello! Project, qu'elle quittera trois mois plus tard. La chanson-titre a été utilisée comme générique de fin d'une émission télévisée. Contrairement à celles des précédents, elle ne figurera pas sur la compilation des singles de la chanteuse qui sort la semaine suivante : Abe Natsumi ~Best Selection~. Elle figurera par contre un an plus tard sur la compilation de fin d'année du Hello! Project Petit Best 10.

## Liste des titres
CD
1. Screen  (スクリーン?)
2. Sayonara Sae Ienu Mama  (さよならさえ言えぬまま?)
3. Screen (Instrumental) (スクリーン...?)

Single V
1. Screen  (スクリーン?) (clip vidéo)
2. Screen (Rolling Ver.) (スクリーン...?) (clip vidéo)
3. Making Eizo  (メイキング映像?) (making of)